# Pallore

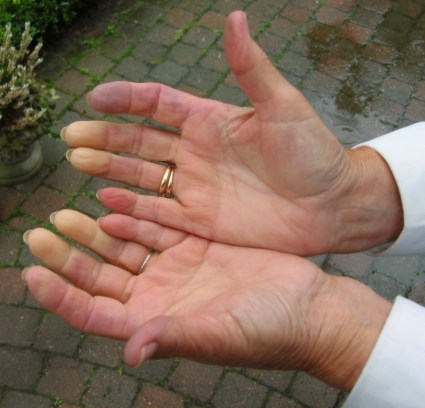
Il fenomeno di Raynaud è una situazione di pallore distrettuale

Il pallore è la riduzione del normale colorito della cute, nonché di mucose e di organi, dovuto a una riduzione del flusso sanguigno nei capillari superficiali di taluni o tutti tali distretti corporei oppure a una riduzione della quantità di emoglobina contenuta negli eritrociti o del numero degli eritrociti, anche in presenza di normale flusso sanguigno. Rappresenta un segni clinico dello stato di sanguificazione.

## Patogenesi
Si possono distinguere due tipologie di pallore:
- pallore a insorgenza rapida
  - da vasocostrizione, come avviene nello shock, nella lipotimia o semplicemente durante scariche emozionali quali quelle dovute alla paura; si presenta una scarica di catecolamine che costringono le arteriole cutanee (da cui la presenza di sudorazione a cute fredda) e dilatano quelle viscerali, in modo da dare la precedenza al flusso cerebrale e cardiaco, necessario per la sopravvivenza
  - da anemia acuta, in particolar modo in caso di emorragia rilevante
- pallore a insorgenza lenta
  - da vasocostrizione, per esempio nell'ipertensione arteriosa di origine renale e in difetti della valvola aortica
  - da anemia cronica, come nel caso di quelle da carenza di ferro, di uremia o da stillicidio ematico nelle neoplasie del tratto gastrointestinale